# فدراسیون فوتبال غرب آسیا
فدراسیون فوتبال غرب آسیا (مخفف: WAFF) اتحادیه‌ای از فدراسیون‌های فوتبال کشورهای منطقه غرب آسیا است که در سال ۲۰۰۰ تشکیل شد. این فدراسیون متشکل از ۱۲ کشور عرب‌زبان منطقه غرب آسیا می‌باشد. این نهاد برگزارکننده مسابقات قهرمانی فوتبال غرب آسیا مردان و زنان است. مقر این فدراسیون در امان، پایتخت اردن قرار دارد و رئیس آن، شاه‌زاده علی بن حسین برادر پادشاه اردن است. ایران تا سال ۲۰۱۴ عضو این فدراسیون بود ولی در این سال و با پایه‌گذاری فدراسیون فوتبال آسیای مرکزی (کافا) به عضویت این فدراسیون درآمد.

## پایه‌گذاری
در سال ۲۰۰۰ میلادی مسابقات فوتبالی در اردن با شرکت تیم‌های ملی ایران، عراق، لبنان و سوریه، قرقیزستان و قزاقستان برگزار شد. در حاشیه این بازی‌ها، اندیشه پایه‌گذاری فدراسیونی که پیوند کشورهای غرب آسیا را بیش‌تر کند از سوی اردن مطرح شد و با استقبال محسن صفایی فراهانی، سرپرست آن زمان فدراسیون فوتبال ایران رو‌به‌رو شد. بدین‌سان فدراسیون فوتبال غرب آسیا، در سال ۲۰۰۱ با عضو‌های ینیان‌گذار اردن، ایران، عراق، لبنان، فلسطین و سوریه رسماً پایه‌گذاری شد.

## عضو‌ها

### عضو‌های کنونی
| عضو                    | عضویت                |
| ---------------------- | -------------------- |
| اردن (عضو بنیان‌گذار)   | از ۲۰۰۱ (۲۴ سال پیش) |
| سوریه (عضو بنیان‌گذار)  | از ۲۰۰۱ (۲۴ سال پیش) |
| عراق (عضو بنیان‌گذار)   | از ۲۰۰۱ (۲۴ سال پیش) |
| فلسطین (عضو بنیان‌گذار) | از ۲۰۰۱ (۲۴ سال پیش) |
| لبنان (عضو بنیان‌گذار)  | از ۲۰۰۱ (۲۴ سال پیش) |
| قطر                    | از ۲۰۰۹ (۱۶ سال پیش) |
| امارات                 | از ۲۰۰۹ (۱۶ سال پیش) |
| یمن                    | از ۲۰۰۹ (۱۶ سال پیش) |
| بحرین                  | از ۲۰۱۰ (۱۵ سال پیش) |
| کویت                   | از ۲۰۱۰ (۱۵ سال پیش) |
| عمان                   | از ۲۰۱۰ (۱۵ سال پیش) |
| عربستان                | از ۲۰۱۰ (۱۵ سال پیش) |

### عضو‌های پیشین
| عضو                   | عضویت                        | فدارسیون کنونی              |
| --------------------- | ---------------------------- | --------------------------- |
| ایران (عضو بنیان‌گذار) | ۲۰۰۱ تا ۲۰۱۴ (به مدت ۱۳ سال) | فدراسیون فوتبال آسیای مرکزی |